# Salvatore Candido
Salvatore Candido (Napoli, 17 dicembre 1798 – Napoli, 25 novembre 1869) è stato un pittore italiano specializzato in vedute della città di Napoli, la cui biografia è totalmente ignota.

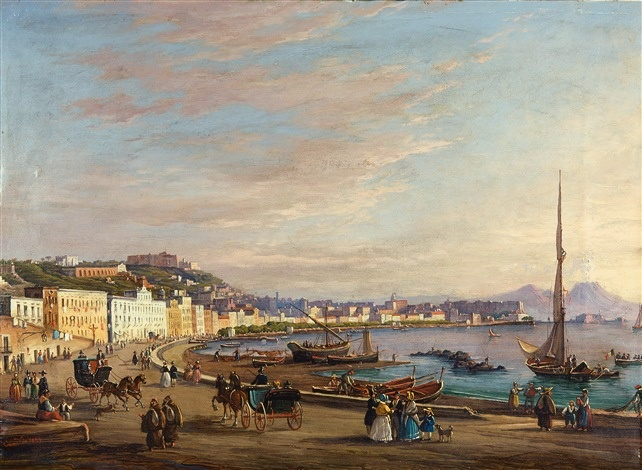
Veduta di Napoli da Mergellina (1844)

Per quanto siano note decine di sue opere, nulla si conosce dei suoi dettagli anagrafici. Il Di Mauro, per il quale è "pittore raffinatissimo", riferisce che non c'è questo nome negli archivi del Reale Istituto di Belle Arti di Napoli. Anche per questo è stata avanzata l'ipotesi che potesse essere uno pseudonimo usato da qualche pittore come ad esempio Salvatore Fergola o Giacinto Gigante. 
Di Mauro però nota che non ci sono nella pittura del Candido né la liquidità del segno, né il tocco "vibratile ed impressionistico" che caratterizzano Gigante o altri vedutisti napoletani, ad esempio Pitloo; vi riconosce "elementi propri della gouache napoletana, di ascendenza hackertiana, e del paesaggio romantico di scuola posillipista", nonché "sagacia interpretativa della luminosità e del colore", ma ricorda che per Renato Ruotolo il Candido potrebbe essere un discendente di Francesco Saverio Candido, ritrattista del Settecento.
Una delle opere di più antica datazione è "Rivista navale al molo di Napoli", che fu acquistata dal re Ferdinando II nel 1826, in occasione della prima Biennale borbonica, ed è conservata alla Reggia di Caserta.